# E018
|  | No s'ha de confondre amb E18. |

La ruta europea E018 és una carretera que forma part de la Xarxa de carreteres europees. Comença a Djezkazgan (Kazakhstan) i finalitza a Uspenovka (Kazakhstan). Té una longitud de 1130 km i una orientació de nord a sud.